# سقوط الإمبراطورية الصربية
كان سقوط الإمبراطورية الصربية عمليةً امتدت لعقود طويلة في نهايات القرن الرابع عشر. بعد موت الإمبراطور ستيفين أوروش الخامس الذي لم يكن له أولاد، تُركت الإمبراطورية دون وريث وحصل الأغنياء على حكم مقاطعاتها وضواحيها (فيما يُدعى التجزئة الإقطاعية)، مستمرين في مناصبهم بصفتهم مستقلين بألقاب مثل غوسبودين وديسبوت (الأسياد) التي أعطِيت لهم خلال فترة الإمبراطورية. تُعرف هذه الفترة بالانحلال أو بداية سقوط الإمبراطورية الصربية.
بين عامي 1366 و1371، كان الملك فوكاشين الحاكم المشارك للإمبراطور أوروش، إذ حكم الجزء الجنوبي، لذا تُرى الإمبراطورية على أنها إمبراطورية ثنائية الحكم بحكم الواقع. قبل عام 1371، كانت طبقة النبلاء تابعة مباشرة للإمبراطور أوروش أو لفوكاشين. مات فوكاشين في معركة مارتيسا (1371) خلال غزو الإمبراطورية العثمانية، وأصبحت المقاطعات الصربية الجنوبية إقطاعيات عثمانية شكلية. بعد أربعة أشهر، مات أوروش. لم يتوافق اللوردات على الحاكم الأحق، استبعدوا الأمير ماركو، ابن فوكاشين، وخلال عام واحد بدأت الصراعات بين النبلاء. عُقِد اجتماع عام 1374 دون نجاح يُذكر إذ لم يتمكن النبلاء من التوافق فيما إذا كان ماركو أو الأمير لازار الأحق بقيادة الاتحاد الصربي بصفة الملك الصربي، واستمرت الدولة مثلما كانت من قبل، مجزئة ودون سلطة مركزية.
تميزت الفترة بعد موت أوروش وفوكاشين (1371-1389) بصعود وسقوط الأمير لازار، وصراع السلطة بين المقاطعات الصغرى. حكم لازار أقوى إمارة صربية وهي صربيا المورافية. انتهى حكم لازار بموته في معركة كوسوفو عام 1389، عندما وقفت صربيا بوجه العثمانيين الغزاة وهو حدث متجذر عميقًا في الوعي الصربي. بعد المعركة، وبحلول عام 1395، أصبحت معظم المقاطعات الجنوبية محكومة وضُمت من قبل العثمانيين، وقبلت مقاطعات صربيا الوسطى الحديثة الحكم العثماني الشكلي. خلف لازار ابنه، ستيفان لازاريفيتش، الذي حكم ما تبقى من الديسبوتية الصربية، التي سقطت في نهاية المطاف بيد العثمانيين عام 1459، بالتالي وضعت نهاية للدولة الصربية القروسطية.

## خلفية

### أوروش وحكم الضعيف
كان ابن الإمبراطور دوشان ووريثه ستيفين أوروش الخامس (1356-1371)، رغم أن عمره في ذلك الوقت عشرون عامًا، ضعيفًا وغير قادر على اتخاذ إجراءات حازمة ضد النزعات الانفصالية للنبلاء، بالتالي لُقِّب بالضعيف على عكس والده الذي كان يُلقَّب بالقوي.
نُفي سيميون أوروش الأخ غير الشقيق لدوشان من إيبيروس وسعى للسيطرة على صربيا. زحف باتجاه صربيا عام 1357 بعدما أعلن نفسه قيصر الإغريق والصربيين والألبانيين في كاستوريا عام 1356. التقت قوات ستيفين أوروش بقوات سيميون بالقرب من سكوتاري في زيتا وأجبرتهم على التراجع. في تلك الأثناء، في الأراضي الحدودية الصربية والبلغارية والبيزنطية غرب تراقيا، شن ماثيو كانتاكوزينوس، ابن الإمبراطور البيزنطي جون السادس كانتاكوزينوس، الحرب على الصرب من عام 1356 حتى عام 1357 لكنه فشل بالسيطرة على سيريس بقواته المكونة من خمسة آلاف من الأتراك وهُزم سريعًا في معركة من قبل فويفودا فوجين واحتُجز من أجل الفدية. دُفعت الفدية من قبل الإمبراطور جون الخامس باليولوغوس وسُمح لماثيو بالانسحاب إلى موريا. أصبحت الأراضي التي كانت موالية لأوروش مقدونية بما في ذلك الأرض بين نهري ستروما وميستا وشبه جزيرة خالكيذيكي. قُسمت الأراضي الصربية الباقية إلى ثلاثة أجزاء؛ المقاطعات الغربية بما في ذلك زيتا وأراضي أوروش الصربية الوسطى والأراضي الجنوبية (بما في ذلك الجزء الشرقي من مقدونيا التي كانت سيريس عاصمتها).
كان فوجيسلاف فوجيننوفيتش أحد أقوى النبلاء الغربيين وتنازع مع جمهورية راغوزا في خريف عام 1358، عندما كان الصرب والبلغار يتصارعون على طول نهر الدانوب. دخل الهنغاريون عميقًا داخل الأراضي الصربية وتراجع الجيش الصربي لتجنب معركة مع المهاجمين. انتظر فوجيسلاف حتى انسحاب الهنغاريين عام 1359 وهاجم حينها راغوزا. في عام 1363، اجتمع الهنغاريون والفلاشيون الذين انضمت لهم القوات الصربية والبوسنية لطرد الأتراك العثمانيين من أوروبا. على حين غرة بالقرب من أدريانبوبل، هُزمت تلك القوات من قبل الأتراك عام 1364 على صفاف نهر مارتيسا. في عام 1365، أعلِن فوكاشين ملكًا على صربيا وحاكمًا مشاركًا لأوروش، وأعلِن جوفان أوغليشا ديسبوت في الإمارة الصربية في سيريس.

## خلفية تاريخية

### معركة مارتيسا
كان هناك مشكلة أكثر جدية لصربيا -وعموم البلقان- من الشجارات الداخلية للنبلاء الصرب، وهي تقدم الأتراك العثمانيين في أوروبا. بعد اختراقهم داخل تراقيا، احتلوا عام 1354 غاليبولي على الجانب الأوروبي من الدردنيل. من هناك، توسعوا نحو تراقيا آخذين ديموتيكا من البيزنطيين عام 1361 وفيليبوبوليس من البلغاريين عام 1363 وأخيرًا عام 1369 مدينة أدريانبول الكبرى. بحلول عام 1370، احتل الأتراك معظم تراقيا حتى رودوبس وإلى جبال البلقان. عندما وصلوا رودوبس اصطدموا بجوفان أوغليشا الذي وسع مملكته ما وراء ميستا وأصبح التهديد النابع منهم جديًا جدًا.
في 26 سبتمبر 1371، قاد الملك فوكاشين وأخوه الديسبوت جوفان أوغليشا الجيش الصربي ضد تقدم الإمبراطورية بقيادة البكلربك روميلي لالا شاهين باشا في معركة مارتيسا. حُدد الهجوم ضد الأتراك في بدايات عام 1371 بالأساس، ولكنه تأجل ربما بسبب تأمل أوغليشا انضمام البلغار للتحالف. كان الملك فوكاشين وابنه ماركو في سكوتاري للتحضير للهجوم ضد نيكولاس ألتومانوفيتش عندما استُدعوا للشرق للانضمام مع أوغليشا وجيشه واخترقوا بعد ذلك سويةً بسهولة ما كان يُفترض أنه أراضٍ تركية ووصلوا إلى سيرنومين على نهر مارتيسا، حيث لم يكلف الصرب أنفسهم عناء وضع حراس أو إطلاق كشافة كما فعل الأتراك. علاوة على ذلك، لم تكن أحصنتهم وأسلحتهم في حالة استعداد وسمحوا لأن يُؤخذوا على حين غرة. انتصر العثمانيون في المعركة، إذ هاجموا الجيش الصربي بينما كان يستريح. لم يُعثر على جثث القادة.
ورث الأمير ماركو اللقب الملكي من والده، وأصبح الحاكم المشارك للإمبراطور أوروش.

### موت الإمبراطور
توفي ستيفين أوروش دون أن ينجب أولاد في الثاني أو الرابع من ديسمبر عام 1371، بعدما دُمرت أغلب طبقة النبلاء الصرب من قبل الأتراك في معركة مارتيسا في بدايات ذلك العام. ورث ماركو ابن فوكاشين لقب والده الملكي، وبالتالي أصبح الخليفة على العرش الصربي المتنازع عليه، لحق النبلاء مصالحهم الشخصية متنازعين بين بعضهم.
كانت القوة الحقيقية في شمال صربيا بين يدي الأمير لازار. لم يحصل لازار على الألقاب الإمبراطورية أو الملكية (المرتبطة بآل نيمانجيتش) وقبل عام 1377 تولي الملك تفرتكو الأول البوسني (حفيد من جهة الأم للملك الصربي ستيفين دراغوتين) بصفته ملك صربيا الاسمي. أصبحت المقاطعات الصربية إقطاعيات عثمانية عام 1390 لكنها بقيت تحت حكم آل لازاروفيتش ولاحقًا تحت حكم خلفائهم آل برانكوفيتش حتى سقوط سيميدريفو عام 1459.

### مرسوم شوراش بالسيتش
في عام 1372، خلف شوراش والده ستراسمير في منصب لورد زيتا العليا. أصدر شوراش، وفقًا لمعايير حكم الأسرة الجماعية، أصدر مع أعمامه بالسا الثاني وشوراش الأول الرئيس مرسومًا في جمهورية راغوزا في 30 نوفمبر 1373. أكد المرسوم على قوانين الإمبراطور ستيفين أوروش من سلالة نيمانيتش الصربية وأعطى التجار الراغوزيين، بما في ذلك الضرائب المفروضة على المدينة الأدرياتيكية. تضمن المرسوم أيضًا بندًا فريدًا، يعترف بسيادة الإمبراطورية الصربية وسلامتها الإقليمية على الرغم من عدم وجود إمبراطور وأي شكل من أشكال السلطة المركزية القوية لسنوات عديدة، وهي ملاحظة مفادها أنه إذا أصبح أي شخص الإمبراطور الجديد للصرب والنبلاء الصربيين والأراضي الصربية، تُنقل جميع النقاط من بالسيتش إليه. كان الشاهد هو فيتكو، مساعد شوراش الأول، وكذلك دراغاش كوساشيتش. تميزت مجموعة عائلة بالسيتش بهذا النظام الإقطاعي الفريد المطبق على مملكتهم.